# Mercat Nou (metrostation)
Mercat Nou is een station van de metro in Barcelona. Het is gelegen in zone 1 en de stad Barcelona
Vanaf dit station rijdt metrolijn 1 in de richting Hospital de Bellvitge (west) en Fondo (oost). Het station ligt langs de Carrer d'Antoni
Het is het eerste station in oostelijke richting dat niet meer in L'Hospitalet de Llobregat ligt. Het station is open, maar gaat in de richting van Fondo verder in een tunnel

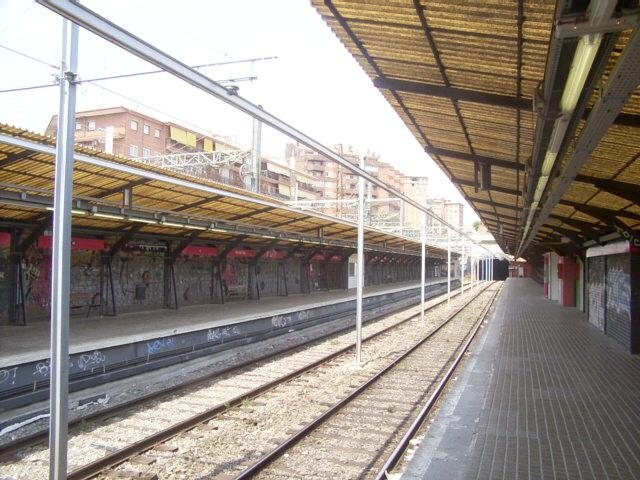
Het station voor de verbouwing van 2008 met op de achtergrond de tunnelmond van de tunnel onder het centrum

Hospital de Bellvitge · Bellvitge · Av. Carrilet · Rambla Just Oliveras · Can Serra · Florida · Torrassa · Santa Eulàlia · Mercat Nou · Plaça de Sants · Hostafrancs · Espanya · Rocafort · Urgell · Universitat · Catalunya · Urquinaona · Arc de Triomf · Marina · Glòries · Clot · Navas · La Sagrera · Fabra i Puig · Sant Andreu · Torras i Bages · Trinitat Vella · Baró de Viver · Santa Coloma · Fondo